# European Nazarene College
Das European Nazarene College (EuNC) ist eine von der evangelischen Freikirche der Kirche des Nazareners betriebene höhere Fachschule. Das EuNC ist die Ausbildungsstätte der Kirche des Nazareners für das gesamte Kontinentaleuropa und das Gebiet der ehemaligen Sowjetunion. Es ist aber auch für Christen aus anderen Denominationen offen. Ziel ist es, künftige Pastoren, Theologen und auch Laien für den kirchlichen Dienst auszubilden. Das EuNC ist international und dezentral ausgerichtet; seit der Schließung des Campus in Büsingen am Hochrhein im Jahr 2011 findet der Unterricht ausschließlich in den verschiedenen Learning Centres statt.

## Abschlüsse
Seit 1977 ist das EuNC an die MidAmerica Nazarene University (MNU) in Olathe, Kansas, USA angegliedert. In Zusammenarbeit mit MNU hat das EuNC bis 2011 einen liberal-arts-Abschluss als Bachelor of Arts in Religion im Umfang von 240 Credit Points verliehen. Der Bachelor war von der Higher Learning Commission of the North Central Association (NCA) of Colleges and Schools akkreditiert.
Mit der Schließung des Campus kam es zu einer Neuausrichtung. Mittlerweile werden folgende akademische Programme angeboten:
- Certificate in Spiritual Formation (2 Jahre Teilzeitstudium, 60 Credit Points)
- Diploma in Christian Ministry (3 Jahre Teilzeitstudium, 120 Credit Points)
- Pastorale Berufsausbildung (4 Jahre duales Studium, 180 Credit Points)

Zudem können auch einzelne Kurse belegt werden, wofür einem Credit Points nach dem European Credit Transfer System (ECTS) angerechnet werden.
Die beiden erstgenannten Programme sind von der European Evangelical Accrediting Association (EEAA) akkreditiert. Eine Akkreditierung der pastoralen Berufsausbildung wird angestrebt.
Die Programme unterscheiden sich von einem universitären Theologiestudium durch eine stärkere praktische Ausrichtung und den Verzicht auf alte Sprachen.

## Der Campus
Bis zum Sommersemester 2011 wurde auf dem Campus in Büsingen ein Vollzeitstudium in englischer Sprache angeboten. Dieses musste dann aufgrund niedriger Studentenzahlen eingestellt werden. Seit 2011 erfolgt das Studium ausschließlich online oder in den Lernzentren.

## Learning Centres
Das EuNC hat 15 Außenstellen, genannt Learning Centres, die sich in Kontinentaleuropa und dem Gebiet der ehemaligen Sowjetunion befinden.
Dort werden in einer Theologischen Abendschule oder auch an Wochenenden die Kurse der ersten beiden Jahre des akademischen Programms zum Teil in Englisch und zum Teil in der jeweiligen Landessprache angeboten. Seit April 2010 wird auch ein Online-Studium in deutscher Sprache angeboten. Das Online-Studium kann mit einer praktischen Ausbildung zu einem dualen Studium („Gemeindeakademie“) kombiniert werden. Mit der abgeschlossenen Pastorenausbildung werden die akademischen Voraussetzungen zur Ordination in der Kirche des Nazareners in Deutschland erfüllt.